# Batalha de Yorktown
A Batalha de Yorktown ocorreu em 1781 durante a Guerra de Independência dos Estados Unidos entre 26 de setembro e 19 de outubro de 1781. Nessa batalha, forças rebeldes dos Estados Unidos foram apoiadas pelos franceses contra as tropas da Reino da Grã-Bretanha. Seus principais comandantes foram George Washington e Marquês de La Fayette, pelos franco-americanos, e Lorde Cornwallis dos ingleses. O resultado foi uma decisiva vitória para os rebeldes.
Em 1780, as primeiras forças francesas desembarcaram nos Estados Unidos para apoiar as Treze Colônias em sua rebelião contra o domínio britânico. Em agosto, uma força de 3 mil americanos, liderados por George Washington, e 4 mil franceses marcharam para a Virgínia. O general francês François Joseph Paul de Grasse trouxe mais tropas por navio para a região, sendo que durante o trajeto sua frota sobrepujou uma onda de navios britânicos que veio para barrar seu caminho. Um mês depois, as forças franco-americanas (que tinham o dobro do tamanho da britânica) cercaram a fortaleza inglesa em Yorktown.
O principal forte britânico em Yorktown onde Charles Cornwallis, então um dos principais comandantes do exército inglês na América do Norte, estava entrincheirado, começou a ser bombardeado em 28 de setembro, por mar e por terra. Os aliados então investiram três vezes contra as forças britânicas, com pouco sucesso. Contudo, a situação dos ingleses começou a se deteriorar enquanto as baixas acumulavam e as provisões se tornavam escassas. Em 14 de outubro, o general Washington atacou as linhas do inimigo, enfraquecendo-as. No dia 17 do mesmo mês, os militares britânicos sitiados em Yorktown propuseram termos para a rendição. Dois dias depois, Cornwallis e seus oficiais formalmente entregaram suas espadas e renderam suas forças.
A rendição inglesa em Yorktown marcou o fim da resistência armada britânica à independência dos Estados Unidos. Dois anos depois, um tratado foi assinado entre os países, colocando um fim nas hostilidades. Por este acordo, os britânicos formalmente reconheceram a emancipação dos Estados Unidos e sua secessão do restante do império britânico.